# Misantropen (målning)
Misantropen eller Världen konfiskerar kyrkans pengar är en målning från 1568 av den flamländske målaren Pieter Bruegel den äldre. Den föreställer en nedstämd och oaktsam man som blir bestulen på sina pengar.

## Beskrivning
Målningen är cirkulär i en kvadratisk ram. Den föreställer en man i svart kåpa och vitt skägg. Mannen går åt vänster med händerna knutna framför sig. Han har en dyster uppsyn och tycks vara uppslukad av sina egna tankar. Han ser varken de tre taggiga föremål han har framför sig eller att en tjuv bakom honom är i färd med att skära loss hans penningpung. Den barfotade och hukande tjuven står inuti ett genomskinligt klot med ett kors på krönet. I bakgrunden syns en fåraherde med en skock får samt en väderkvarn.
Nedtill står skrivet på flamländska: "Om dat de werelt is soe ongetru / Daer om gha ic in den ru", vilket betyder "För att världen är så trolös / därför går jag i sorg".

## Tematik
Motivet med en dubbelvikt man inuti ett klot med kors förekommer också i Bruegels tidigare målning Nederländska ordspråk. Det illustrerar ordspråket "Men moet zich krommen, wil men door de wereld kommen"; ungefär "Man måste böja sig om man vill ta sig genom världen", med innebörden att man måste vara ohederlig för att bli framgångsrik. Tjuven kan därför ses som en symbol för världslig girighet och bedräglighet.
Texten i bildens nederkant lades till efter Bruegels levnad, men speglar hur målningen tolkades från första början.